# Aschalew Tamene
Aschalew Tamene (Dila, 22 gennaio 1991) è un calciatore etiope, difensore del Fasil Kenema e della nazionale etiope.

## Carriera

### Club
Ha giocato nella prima divisione etiope.

### Nazionale
Debutta con la nazionale etiope il 7 giugno 2015 in occasione dell'amichevole persa 1-0 contro lo Zambia.
Il 23 dicembre 2021 viene incluso nella lista finale per la Coppa delle nazioni africane 2021.

## Statistiche
Statistiche aggiornate all'8 gennaio 2022.

### Cronologia presenze e reti in nazionale
| Cronologia completa delle presenze e delle reti in nazionale ― Etiopia | Cronologia completa delle presenze e delle reti in nazionale ― Etiopia | Cronologia completa delle presenze e delle reti in nazionale ― Etiopia | Cronologia completa delle presenze e delle reti in nazionale ― Etiopia | Cronologia completa delle presenze e delle reti in nazionale ― Etiopia | Cronologia completa delle presenze e delle reti in nazionale ― Etiopia | Cronologia completa delle presenze e delle reti in nazionale ― Etiopia | Cronologia completa delle presenze e delle reti in nazionale ― Etiopia |
| Data                                                                   | Città                                                                  | In casa                                                                | Risultato                                                              | Ospiti                                                                 | Competizione                                                           | Reti                                                                   | Note                                                                   |
| ---------------------------------------------------------------------- | ---------------------------------------------------------------------- | ---------------------------------------------------------------------- | ---------------------------------------------------------------------- | ---------------------------------------------------------------------- | ---------------------------------------------------------------------- | ---------------------------------------------------------------------- | ---------------------------------------------------------------------- |
| 14-6-2015                                                              | Bahar Dar                                                              | Etiopia                                                                | 2 – 1                                                                  | Lesotho                                                                | Qual. Coppa d'Africa 2017                                              | -                                                                      |                                                                        |
| 28-8-2015                                                              | Kigali                                                                 | Ruanda                                                                 | 3 – 1                                                                  | Etiopia                                                                | Amichevole                                                             | -                                                                      |                                                                        |
| 5-9-2015                                                               | Victoria                                                               | Seychelles                                                             | 1 – 1                                                                  | Etiopia                                                                | Qual. Coppa d'Africa 2017                                              | -                                                                      | 79’                                                                    |
| 8-10-2015                                                              | São Tomé                                                               | São Tomé e Príncipe                                                    | 1 – 0                                                                  | Etiopia                                                                | Qual. Mondiali 2018                                                    | -                                                                      |                                                                        |
| 11-10-2015                                                             | Addis Abeba                                                            | Etiopia                                                                | 3 – 0                                                                  | São Tomé e Príncipe                                                    | Qual. Mondiali 2018                                                    | -                                                                      |                                                                        |
| 14-11-2015                                                             | Addis Abeba                                                            | Etiopia                                                                | 3 – 4                                                                  | Rep. del Congo                                                         | Qual. Mondiali 2018                                                    | -                                                                      | 64’                                                                    |
| 9-1-2016                                                               | Addis Abeba                                                            | Etiopia                                                                | 1 – 1                                                                  | Niger                                                                  | Amichevole                                                             | -                                                                      | 24’                                                                    |
| 17-1-2016                                                              | Butare                                                                 | RD del Congo                                                           | 3 – 0                                                                  | Etiopia                                                                | Campionato delle nazioni africane 2016                                 | -                                                                      | 13’                                                                    |
| 21-1-2016                                                              | Butare                                                                 | Camerun                                                                | 0 – 0                                                                  | Etiopia                                                                | Campionato delle nazioni africane 2016                                 | -                                                                      |                                                                        |
| 25-1-2016                                                              | Kigali                                                                 | Etiopia                                                                | 1 – 2                                                                  | Angola                                                                 | Campionato delle nazioni africane 2016                                 | -                                                                      |                                                                        |
| 25-3-2016                                                              | Blida                                                                  | Algeria                                                                | 7 – 1                                                                  | Etiopia                                                                | Qual. Coppa d'Africa 2017                                              | -                                                                      |                                                                        |
| 29-3-2016                                                              | Addis Abeba                                                            | Etiopia                                                                | 3 – 3                                                                  | Algeria                                                                | Qual. Coppa d'Africa 2017                                              | -                                                                      |                                                                        |
| 5-6-2016                                                               | Maseru                                                                 | Lesotho                                                                | 1 – 2                                                                  | Etiopia                                                                | Qual. Coppa d'Africa 2017                                              | -                                                                      |                                                                        |
| 11-6-2017                                                              | Kumasi                                                                 | Ghana                                                                  | 5 – 0                                                                  | Etiopia                                                                | Qual. Coppa d'Africa 2019                                              | -                                                                      |                                                                        |
| 5-8-2017                                                               | Lusaka                                                                 | Zambia                                                                 | 0 – 0                                                                  | Etiopia                                                                | Amichevole                                                             | -                                                                      |                                                                        |
| 30-9-2017                                                              | Gaborone                                                               | Botswana                                                               | 2 – 0                                                                  | Etiopia                                                                | Amichevole                                                             | -                                                                      | 45’, 94’                                                               |
| 2-9-2018                                                               | Auasa                                                                  | Etiopia                                                                | 1 – 1                                                                  | Burundi                                                                | Amichevole                                                             | -                                                                      | 48’                                                                    |
| 9-9-2018                                                               | Auasa                                                                  | Etiopia                                                                | 1 – 0                                                                  | Sierra Leone                                                           | Qual. Coppa d'Africa 2019                                              | -                                                                      |                                                                        |
| 10-10-2018                                                             | Bahar Dar                                                              | Etiopia                                                                | 0 – 0                                                                  | Kenya                                                                  | Qual. Coppa d'Africa 2019                                              | -                                                                      |                                                                        |
| 14-10-2018                                                             | Kasarani                                                               | Kenya                                                                  | 3 – 0                                                                  | Etiopia                                                                | Qual. Coppa d'Africa 2019                                              | -                                                                      |                                                                        |
| 18-11-2018                                                             | Addis Abeba                                                            | Etiopia                                                                | 0 – 2                                                                  | Ghana                                                                  | Qual. Coppa d'Africa 2019                                              | -                                                                      |                                                                        |
| 4-9-2019                                                               | Bahar Dar                                                              | Etiopia                                                                | 0 – 0                                                                  | Lesotho                                                                | Qual. Mondiali 2022                                                    | -                                                                      |                                                                        |
| 8-9-2019                                                               | Maseru                                                                 | Lesotho                                                                | 1 – 1                                                                  | Etiopia                                                                | Qual. Mondiali 2022                                                    | -                                                                      | 54’                                                                    |
| 13-10-2019                                                             | Bahar Dar                                                              | Etiopia                                                                | 0 – 1                                                                  | Uganda                                                                 | Amichevole                                                             | -                                                                      |                                                                        |
| 16-11-2019                                                             | Antananarivo                                                           | Madagascar                                                             | 1 – 0                                                                  | Etiopia                                                                | Qual. Coppa d'Africa 2021                                              | -                                                                      |                                                                        |
| 19-11-2019                                                             | Bahar Dar                                                              | Etiopia                                                                | 2 – 1                                                                  | Costa d'Avorio                                                         | Qual. Coppa d'Africa 2021                                              | -                                                                      |                                                                        |
| 13-11-2020                                                             | Niamey                                                                 | Niger                                                                  | 1 – 0                                                                  | Etiopia                                                                | Qual. Coppa d'Africa 2021                                              | -                                                                      |                                                                        |
| 17-11-2020                                                             | Addis Abeba                                                            | Etiopia                                                                | 3 – 0                                                                  | Niger                                                                  | Qual. Coppa d'Africa 2021                                              | -                                                                      | 79’                                                                    |
| 17-3-2021                                                              | Bahar Dar                                                              | Etiopia                                                                | 4 – 0                                                                  | Malawi                                                                 | Amichevole                                                             | -                                                                      |                                                                        |
| 24-3-2021                                                              | Bahar Dar                                                              | Etiopia                                                                | 4 – 0                                                                  | Madagascar                                                             | Qual. Coppa d'Africa 2021                                              | -                                                                      |                                                                        |
| 30-3-2021                                                              | Abidjan                                                                | Costa d'Avorio                                                         | 3 – 1                                                                  | Etiopia                                                                | Qual. Coppa d'Africa 2021                                              | -                                                                      |                                                                        |
| 26-8-2021                                                              | Bahar Dar                                                              | Etiopia                                                                | 0 – 0                                                                  | Sierra Leone                                                           | Amichevole                                                             | -                                                                      | 65’                                                                    |
| 3-9-2021                                                               | Cape Coast                                                             | Ghana                                                                  | 1 – 0                                                                  | Etiopia                                                                | Qual. Mondiali 2022                                                    | -                                                                      |                                                                        |
| 7-9-2021                                                               | Bahar Dar                                                              | Etiopia                                                                | 1 – 0                                                                  | Zimbabwe                                                               | Qual. Mondiali 2022                                                    | 1                                                                      |                                                                        |
| 9-10-2021                                                              | Bahar Dar                                                              | Etiopia                                                                | 1 – 3                                                                  | Sudafrica                                                              | Qual. Mondiali 2022                                                    | -                                                                      |                                                                        |
| 12-10-2021                                                             | Johannesburg                                                           | Sudafrica                                                              | 1 – 0                                                                  | Etiopia                                                                | Qual. Mondiali 2022                                                    | -                                                                      |                                                                        |
| 11-11-2021                                                             | Soweto                                                                 | Etiopia                                                                | 1 – 1                                                                  | Ghana                                                                  | Qual. Mondiali 2022                                                    | -                                                                      | 86’                                                                    |
| 14-11-2021                                                             | Harare                                                                 | Zimbabwe                                                               | 1 – 1                                                                  | Etiopia                                                                | Qual. Mondiali 2022                                                    | -                                                                      | 46’                                                                    |
| 30-12-2021                                                             | Limbé                                                                  | Etiopia                                                                | 3 – 2                                                                  | Sudan                                                                  | Amichevole                                                             | -                                                                      |                                                                        |
| 9-1-2022                                                               | Yaoundé                                                                | Etiopia                                                                | 0 – 1                                                                  | Capo Verde                                                             | Coppa d'Africa 2021 - 1º turno                                         | -                                                                      | 39’                                                                    |
| 13-1-2022                                                              | Yaoundé                                                                | Camerun                                                                | 4 – 1                                                                  | Etiopia                                                                | Coppa d'Africa 2021 - 1º turno                                         | -                                                                      |                                                                        |
| 17-1-2022                                                              | Bafoussam                                                              | Burkina Faso                                                           | 1 – 1                                                                  | Etiopia                                                                | Coppa d'Africa 2021 - 1º turno                                         | -                                                                      |                                                                        |
| 26-9-2022                                                              | Bahar Dar                                                              | Etiopia                                                                | 2 – 2                                                                  | Sudan                                                                  | Amichevole                                                             | -                                                                      |                                                                        |
| 19-3-2023                                                              | Bahar Dar                                                              | Etiopia                                                                | 1 – 0                                                                  | Ruanda                                                                 | Amichevole                                                             | -                                                                      |                                                                        |
| 24-3-2023                                                              | Casablanca                                                             | Guinea                                                                 | 2 – 0                                                                  | Etiopia                                                                | Qual. Coppa d'Africa 2023                                              | -                                                                      |                                                                        |
| 27-3-2023                                                              | Rabat                                                                  | Etiopia                                                                | 2 – 3                                                                  | Guinea                                                                 | Qual. Coppa d'Africa 2023                                              | -                                                                      |                                                                        |
| 20-6-2023                                                              | Maputo                                                                 | Etiopia                                                                | 0 – 0                                                                  | Malawi                                                                 | Qual. Coppa d'Africa 2023                                              | -                                                                      |                                                                        |
| 8-9-2023                                                               | Il Cairo                                                               | Egitto                                                                 | 1 – 0                                                                  | Etiopia                                                                | Qual. Coppa d'Africa 2023                                              | -                                                                      |                                                                        |
| Totale                                                                 |                                                                        | Presenze                                                               | 48                                                                     |                                                                        | Reti                                                                   | 1                                                                      |                                                                        |

## Palmarès

### Club

#### Competizioni nazionali
- Campionato etiope: 2

St. George: 2015-2016, 2016-2017
- Coppa d'Etiopia: 1

Dedebit: 2013-2014